# Svetlana Kuznecova
Svetlana Aleksandrovna Kuznecova [svetlána aleksándrovna kuznecóva] (rusko Светлана Александровна Кузнецова), ruska tenisačica, * 27. junij 1985, Sankt Peterburg (tedaj Leningrad), Rusija.